# Vernon Norwood
Vernon Larnard Norwood (* 10. April 1992 in New Orleans, Louisiana) ist ein US-amerikanischer Sprinter, der sich auf den 400-Meter-Lauf spezialisiert hat. Mit der US-amerikanischen 4-mal-400-Meter-Staffel wurde er 2020 und 2024 Olympiasieger sowie 2015 und 2019 sowie 2022 und 2023 Weltmeister.

## Sportliche Laufbahn
Vernon Norwood wuchs in Morgan City auf und besuchte ab 2013 die Louisiana State University. 2014 gewann er bei den U23-NACAC-Meisterschaften in Kamloops in 45,56 s die Bronzemedaille im 400-Meter-Lauf hinter seinem Landsmann Brycen Spratling und Bralon Taplin aus Grenada. Zudem siegte er in 3:04,34 min mit der US-amerikanischen 4-mal-400-Meter-Staffel. Zudem wurde er im selben Jahr NCAA-College-Hallenmeister in der 4-mal-400-Meter-Staffel und über 400 Meter. Im Jahr darauf wurde er NCAA-Hallenmeister über 400 Meter und siegte im Freien im Einzelbewerb sowie in der Staffel. Zudem qualifizierte er sich als Dritter der US-Meisterschaften für die Weltmeisterschaften in Peking, bei denen er mit 45,07 s im Halbfinale ausschied. Zudem verhalf er der Staffel zum Finaleinzug und trug damit zum Sieg der US-Mannschaft bei. 2016 wurde er bei den Hallenweltmeisterschaften in Portland in der ersten Runde über 400 Meter disqualifiziert und siegte in 3:02,45 min gemeinsam mit Kyle Clemons, Calvin Smith und Christopher Giesting in der 4-mal-400-Meter-Staffel. Im Juni wurde er in 45,08 s Dritter beim British Athletics Birmingham Grand Prix und klassierte sich damit erstmals unter den besten drei bei einem Meeting der Diamond League. Im Jahr darauf wurde er beim Prefontaine Classic in 45,05 s ebenfalls Dritter, wie auch bei Weltklasse Zürich mit 45,01 s. 2018 gewann er bei den Hallenweltmeisterschaften in Birmingham in 3:01,97 min gemeinsam mit Fred Kerley, Michael Cherry und Aldrich Bailey die Silbermedaille mit der Staffel hinter dem polnischen Team.
Bei den IAAF World Relays 2019 in Yokohama siegte er in 1:20,12 min in der 4-mal-200-Meter-Staffel und im Oktober schied er bei den Weltmeisterschaften in Doha mit 45,00 s im Semifinale über 400 Meter aus und verhalf der 4-mal-400-Meter-Staffel zum Finaleinzug und trug damit erneut zum Sieg der US-Mannschaft bei. 2021 nahm er an den Olympischen Sommerspielen in Tokio teil und trug durch seinen Einsatz in der Vorrunde zum Gewinn der Goldmedaille bei. Zudem gewann er in der Mixed-Staffel in 3:10,22 min gemeinsam mit Trevor Stewart, Kendall Ellis und Kaylin Whitney die Bronzemedaille hinter den Teams aus Polen und der Dominikanischen Republik. Im Jahr darauf siegte er in 45,28 s bei den FBK Games über 400 Meter und wurde anschließend bei der Golden Gala Pietro Mennea in 44,81 s Zweiter. Im Juli kam er bei den Weltmeisterschaften in Eugene im Vorlauf der Männerstaffel zum Einsatz und gewann damit die Goldmedaille und in der Mixed-Staffel gewann er in 3:10,16 min gemeinsam mit Elija Godwin, Allyson Felix und Kennedy Simon die Bronzemedaille hinter den Teams aus der Dominikanischen Republik und den Niederlanden. Im September wurde er bei Weltklasse Zürich in 44,66 s Dritter über 400 Meter.
2023 wurde er beim Meeting International Mohammed VI d'Athletisme de Rabat in 45,11 s Zweiter und bei den Bislett Games in 44,51 s Dritter. Im August belegte er bei den Weltmeisterschaften in Budapest in 44,39 s im Finale den vierten Platz im Einzelbewerb und siegte mit der Staffel in 2:57,31 min gemeinsam mit Quincy Hall, Justin Robinson und Rai Benjamin. Zum Saisonabschluss wurde er in 44,61 s Dritter beim Prefontaine Classic. Im Jahr darauf wurde er bei den Bislett Games in 44,68 s Dritter und anschließend gelangte er beim Herculis mit 44,34 s auf Rang zwei, wie auch beim London Athletics Meet in 44,10 s. Im August gewann er bei den Olympischen Sommerspielen in Paris in 3:07,74 min gemeinsam mit Shamier Little, Bryce Deadmon und Kaylyn Brown die Silbermedaille in der Mixed-Staffel hinter dem niederländischen Team nachdem er im Vorlauf mit 3:07,41 min einen neuen Weltrekord aufgestellt hatte. Zudem siegte er mit der Männerstaffel mit neuem olympischen Rekord von 2:54,43 min gemeinsam mit Christopher Bailey, Bryce Deadmon und Rai Benjamin.
2016 wurde Norwood US-amerikanischer Hallenmeister im 400-Meter-Lauf.

## Persönliche Bestzeiten
- 200 Meter: 20,30 s (+1,7 m/s), 24. April 2021 in Baton Rouge
  - 200 Meter (Halle): 20,92 s, 14. Februar 2015 in Fayetteville
- 400 Meter: 44,10 s, 20. Juli 2024 in London
  - 400 Meter (Halle): 45,31 s, 14. März 2015 in Fayetteville